# 37279 Хуквалді
37279 Хуквалді (37279 Hukvaldy) — астероїд головного поясу, відкритий 22 грудня 2000 року.
Тіссеранів параметр щодо Юпітера — 3,347.